# Andrei Popov (politician țarist)
Andrei Popov (în rusă Андрей Фёдорович Попов; n. 1869, Păuleni, Odesa, Ucraina) a fost un țăran și politician țarist, deputat în Duma de Stat al celei de-a I-a convocări din partea Basarabiei.

## Biografie
S-a născut în anul 1870 în satul Petropavlovka din ținutul Akkerman. Țăran rus cu studii inferioare, a absolvit școala din sat. A fost ocupat în agricultură, ulterior, mandatar.
Începând cu 1891 a făcut serviciul militar în Regimentul 38 Infanterie din Tobolsk, în 1895 s-a retras ca sergent-major.
A fost mobilizat în timpul războiului ruso-japonez, servind ca sergent-major în Regimentul 274 Infanterie din Izium, în 1905 a fost eliberat din rezervă.
În 1906 a fost ales membru al Dumei de Stat din partea Basarabiei. S-a ținut de viziuni progresiste, non-partizan. De asemenea, a ridicat problema agrară a țărănimii din gubernie.
Soarta ulterioară este necunoscută.